# Chrysomeloidea
Chrysomeloidea superfamilie numeroasă de gândaci. Au fost descoperite zeci de mii de specii, cele mai multe aparținând familiei Cerambycidae și Chrysomelidae (gândaci de frunză).

## Prezentare generală
Câteva specii din cele două familii sunt mari dăunători ai plantelor. Diabrotica undecimpunctata este unul dintre cei mai mari dăunători de legume și este comun la toate soiurile de flori. Gândacul de Colorado, Leptinotarsa decemlineata, dăunează culturile de cartofi și culturile unor specii de Solanaceae.